# ژوسلین دوم، کنت ادسا
ژوسلین دوم، کنت ادسا (انگلیسی: Joscelin II, Count of Edessa; ۱ ژانویهٔ ۱۱۱۳ – ۱ ژانویهٔ ۱۱۵۹)، چهارمین کنت ادسا پس از ژوسلین یکم، کنت ادسا بود.